# Woo Chan-yang
Đây là một tên người Triều Tiên, họ là Woo.
Woo Chan-yang (tiếng Hàn: 우찬양; sinh ngày 27 tháng 4 năm 1997) là một hậu vệ bóng đá Hàn Quốc thi đấu cho Pohang Steelers và Đội tuyển bóng đá U-20 quốc gia Hàn Quốc.

## Sự nghiệp câu lạc bộ
Woo gia nhập Pohang Steelers năm 2016 và ra mắt ở giải vô địch trước Gwangju FC ngày 3 tháng 7 năm 2016.

## Sự nghiệp quốc tế
Anh là thành viên của đội tuyển U-20 quốc gia Hàn Quốc kể từ năm 2015.

## Thống kê sự nghiệp câu lạc bộ
| Thành tích câu lạc bộ | Thành tích câu lạc bộ | Thành tích câu lạc bộ | Giải vô địch | Giải vô địch | Cúp     | Cúp       | Châu lục | Châu lục  | Tổng cộng | Tổng cộng |
| Mùa giải              | Câu lạc bộ            | Giải vô địch          | Số trận      | Bàn thắng    | Số trận | Bàn thắng | Số trận  | Bàn thắng | Số trận   | Bàn thắng |
| Hàn Quốc              | Hàn Quốc              | Hàn Quốc              | Giải vô địch | Giải vô địch | Cúp KFA | Cúp KFA   | Châu Á   | Châu Á    | Tổng cộng | Tổng cộng |
| --------------------- | --------------------- | --------------------- | ------------ | ------------ | ------- | --------- | -------- | --------- | --------- | --------- |
| 2016                  | Pohang Steelers       | K League 1            | 2            | 0            | 0       | 0         | 0        | 0         | 2         | 0         |
| Tổng                  | Hàn Quốc              | Hàn Quốc              | 2            | 0            | 0       | 0         | 0        | 0         | 2         | 0         |
| Tổng cộng sự nghiệp   | Tổng cộng sự nghiệp   | Tổng cộng sự nghiệp   | 2            | 0            | 0       | 0         | 0        | 0         | 2         | 0         |